# Long Thắng
Long Thắng là một xã thuộc huyện Lai Vung, tỉnh Đồng Tháp, Việt Nam.

## Địa lý
Xã Long Thắng nằm ở phía đông huyện Lai Vung, có vị trí địa lý:
- Phía đông giáp tỉnh Vĩnh Long
- Phía tây giáp Tân Hòa và xã Vĩnh Thới
- Phía nam giáp xã Định Hòa
- Phía bắc giáp thành phố Sa Đéc và các xã Hòa Long, Hòa Thành.

Xã có diện tích 31,2 km², dân số năm 2009 là 13.385 người, mật độ dân số đạt 429 người/km².

## Hành chính
Xã Long Thắng được chia thành 5 ấp: Hòa Bình, Hòa Ninh, Long An, Long Định, Thành Tấn.

## Lịch sử
Tương truyền thời Nguyễn Ánh còn lưu lạc trong dân gian đã từng đặt chân đến nhiều vùng đất ở Nam Bộ, những địa danh đó đều được đặt tên "Long", trong số đó có Long Thắng. Nguyễn Ánh từng trú ẩn ở Chùa Bửu Hưng tránh quân Tây Sơn vào khoảng thời gian 1775 - 1776. Về sau khi ông lên ngôi đã sắc phong cho chùa. Ngoài ra ông từng cho lập một căn cứ đóng quân tại ấp Long Định, xã Long Thắng, được gọi là Bảo Tiền, nằm ở vị trí trọng điểm. Ngày nay Bảo Tiền chỉ còn là phế tích.
Ngày 27 tháng 12 năm 1980, Hội đồng Chính phủ ban hành Quyết định số 382-CP, chia xã Hoà Thắng, huyện Lấp Vò thành hai xã lấy tên là xã Hoà Long và xã Long Thắng.
Ngày 5 tháng 1 năm 1981, Hội đồng Chính phủ ban hành Quyết định số 4-CP, đổi tên huyện Lấp Vò thành huyện Thạnh Hưng, xã Hoà Thắng thuộc huyện Thạnh Hưng.
Theo Quyết định số 77-HĐBT ngày 27 tháng 6 năm 1989, xã Long Thắng thuộc huyện Lai Vung.

## Xã hội

### Y tế
Trên địa bàn xã Long Thắng có Trạm y tế xã Long Thắng.

### Giáo dục
Một số cơ sở giáo dục trên địa bàn xã Long Thắng:
- Trường THCS Long Thắng
- Trường Tiểu học Long Thắng 1
- Trường Tiểu học Long Thắng 2
- Trường Mẫu giáo Long Thắng.

## Văn hóa

### Di tích
- Chùa Bửu Hưng (tục gọi là chùa Cả Cát) tọa lạc tại xã Long Thắng, huyện Lai Vung. Đây là một ngôi chùa cổ có giá trị lịch sử và nghệ thuật cao, đã được công nhận là "Di tích quốc gia" vào ngày 3 tháng 8 năm 2007.
- Di tích Bảo Tiền, người Pháp gọi là Citadelle Lavium có nghĩa là Thành Lai Vung

### Đặc sản
- Cà na Long Thắng.

Ở đây có câu ca dao:
Long Thắng là xứ quê mùa
Đi thăm cháu ngoại cho vùa cà na.

## Ảnh

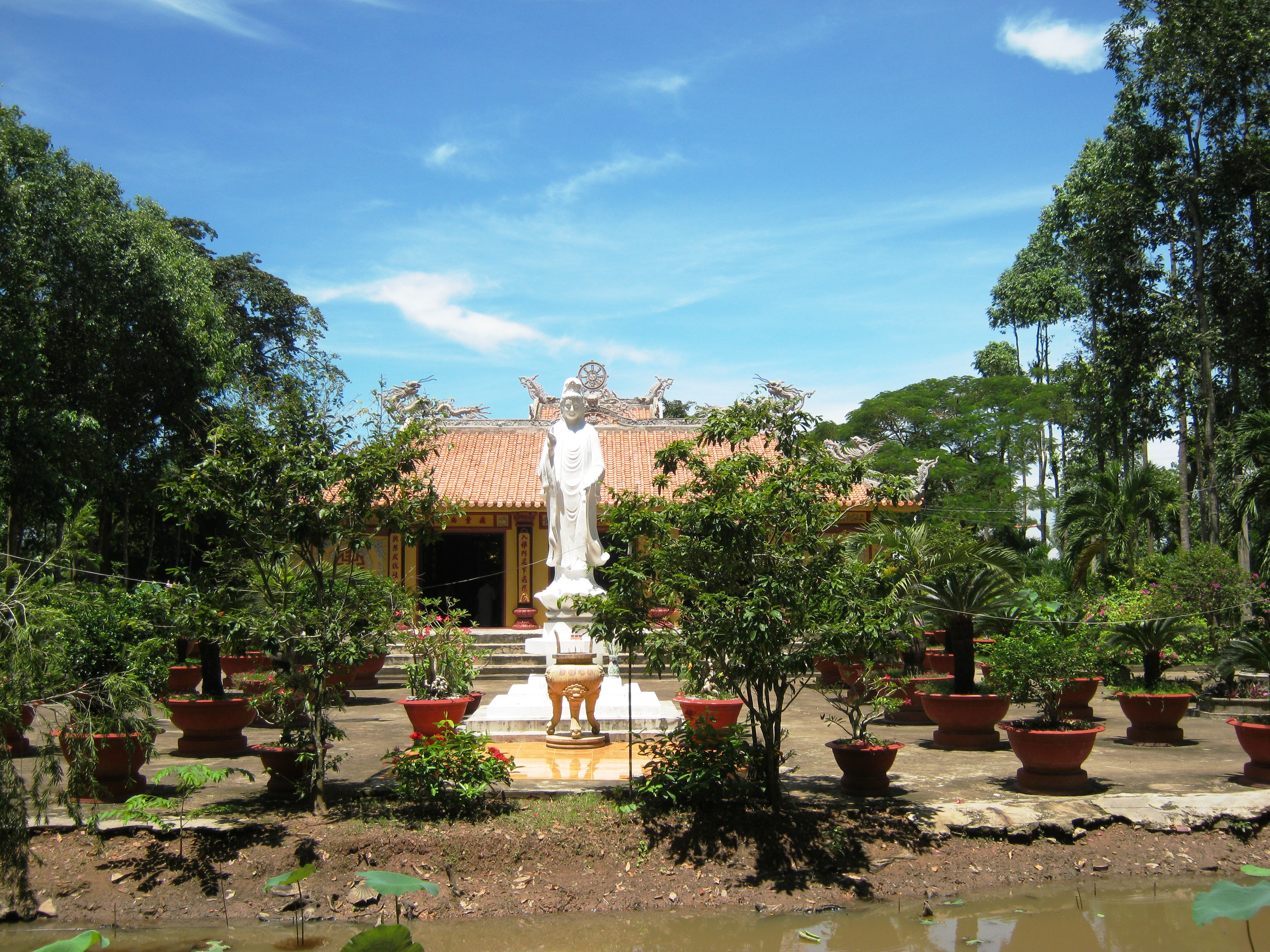
Chùa Bửu Hưng.
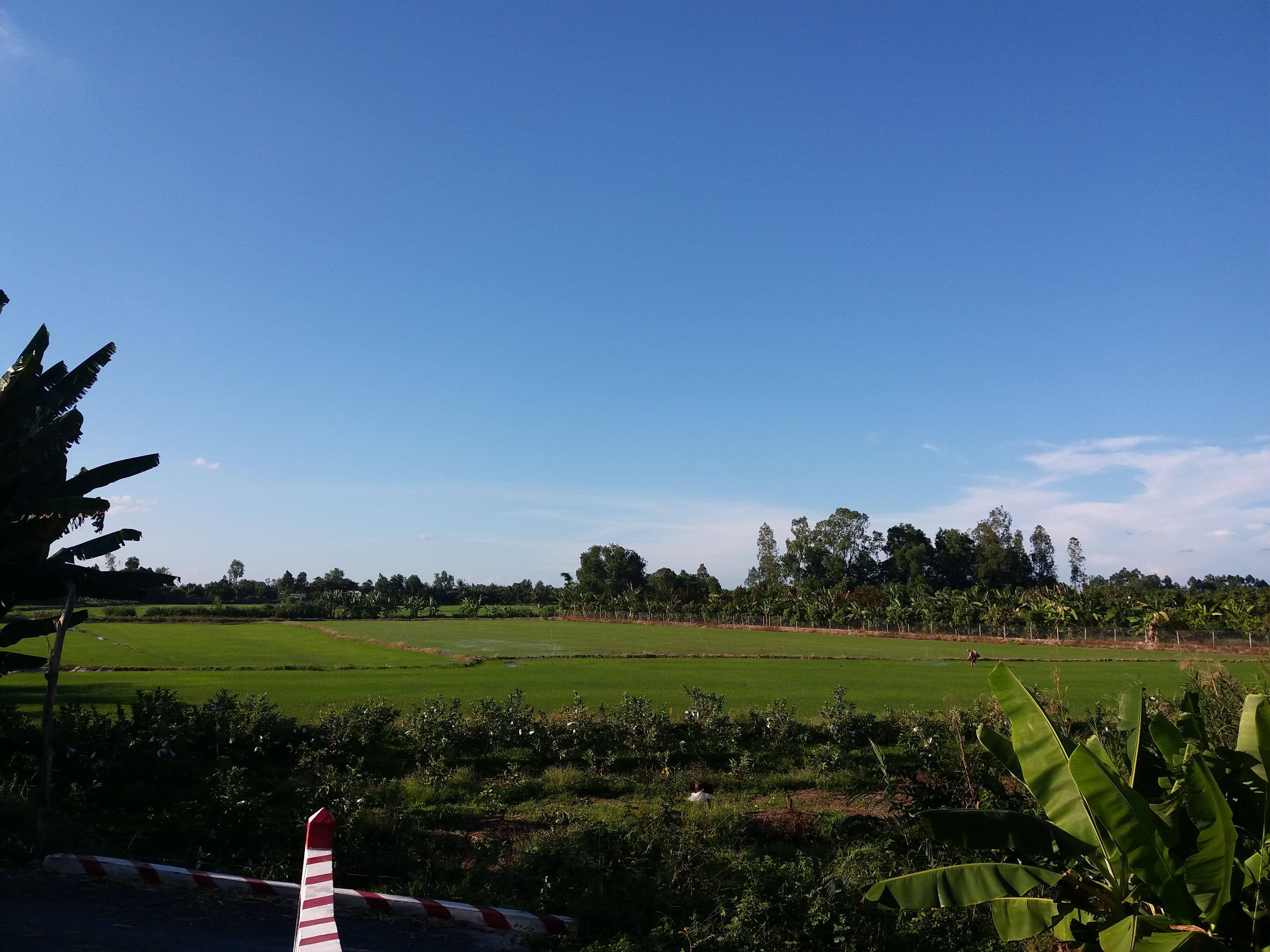
Một cánh đồng ở xã.